# Роусон Маршалл Тербер
Роусон Маршалл Тербер (англ. Rawson Marshall Thurber, нар. 9 лютого 1975) — американський режисер, продюсер, сценарист і актор.

## Ранні роки
Тербер народився 9 лютого 1975 року в Сан-Франциско. Він є сином адвоката, професіонала в сфері нерухомості Маршалла Турбера.
Роусон був випускником Юніон-коледж, де він був членом братства Delta Upsilon і грав на позиції ресивера у американський футбол протягом двох років. Він також є випускником Peter Stark Producing Program в УПК.

## Кар'єра
Тербер працював помічником сценариста Джона Огаста, що створив у серпні 2000 року телесеріал D. C. У 2002 році він написав і зняв оригінальні рекламні ролики Terry Tate: Office Linebacker для Reebok.
У 2004 році він написав і зняв комедійний фільм, Вишибали.
Він написав і зняв екранізацію книги Майкла Шабона Таємниці Пітсбурга, що вийшла 2008 року.
Зрежесував хіт 2013 року Ми — Міллери, в головних ролях Джейсон Судейкіс і Дженніфер Еністон.
У 2016 році написав і зняв комедію Півтора шпигуна з Двейном Джонсоном і Кевіном Гартом.
Згодом Тербер написав і зняв бойовик Хмарочос виробництва Legendary Pictures з Двейном Джонсоном у головній ролі. Його випустила кінокомпанія Universal Pictures 13 липня 2018 року.
Наступна співпраця з Legendary Pictures — Червоне повідомлення 2021 року з бюджетом 150 мільйонів доларів, в якому знялися Райан Рейнольдс, Галь Гадот та Двейн Джонсон. Фільм вийшов на Netflix.
У 2021 році компанія Ubisoft об’явила, що Турбер стане режисером екранізації серій ігор The Division, головні ролі в яких виконають Джейк Джилленхол і Джессіка Честейн. Фільм вийде на Netflix.
У березні 2022 року було оголошено, що Турбер виступить режисером і співавтором сценарію фільму Вольтрон.

## Фільмографія

### Режисер, сценарист, продюсер
| Рік  | Фільм                | Режисер | Сценарист | Продюсер |
| ---- | -------------------- | ------- | --------- | -------- |
| 2004 | Вишибайли            | Так     | Так       | Ні       |
| 2008 | Таємниці Пітсбурга   | Так     | Так       | Так      |
| 2013 | Ми — Міллери         | Так     | Ні        | Ні       |
| 2016 | Півтора шпигуна      | Так     | Так       | Ні       |
| 2018 | Хмарочос             | Так     | Так       | Так      |
| 2021 | Червоне повідомлення | Так     | Так       | Так      |
| Н/Д  | Вольтрон             | Так     | Так       | Так      |
| Н/Д  | Ми — Міллери 2       | Так     | Ні        | Ні       |
| Н/Д  | The Division         | Так     | Ні        | Ні       |

### Актор
| Рік  |   | Українська назва                   | Оригінальна назва                | Роль                        |
| ---- | - | ---------------------------------- | -------------------------------- | --------------------------- |
| 2004 | ф | Вишибайли                          | DodgeBall: A True Underdog Story | гомофоб у Лас-Вегасі        |
| 2007 | ф | Дев'ятки                           | The Nines                        | Game Night Guest            |
| 2010 | ф | Легковажна Я                       | Easy A                           | хлопець з ресторану Quiznos |
| 2013 | ф | Ми — Міллери                       | We're the Millers                | прикордонник                |
| 2016 | ф | Півтора шпигуна                    | Central Intelligence             | Handsome Pants-Catcher      |
| 2022 | ф | Чіп і Дейл — бурундучки-рятівнички | Chip 'n Dale: Rescue Rangers     | постачальник вольтронів     |